# 16. november
16. november je 320. dan leta (321. v prestopnih letih) v gregorijanskem koledarju. Ostaja še 45 dni.

## Dogodki
- 1632 – v bitki pri Lütznu se spopadeta nemška in švedska vojska
- 1849 – Fjodor Mihajlovič Dostojevski obsojen na smrt
- 1855 – David Livingstone odkrije Viktorijine slapove
- 1869 – odprtje Sueškega prekopa
- 1933 – ZDA in Sovjetska zveza navežeta diplomatske stike
- 1945 – na pobudo konference OZN nastane UNESCO
- 1951 – ustanovi se Društvo za Združene narode za Slovenijo
- 1965 – Vietnamska vojna: konča se bitka za Ia Drang Valley med ZDA in Vietnamom
- 1970 – Hafez al Asad prevzame z državnim udarom oblast v Siriji

## Rojstva
- 42 pr. n. št. – Tiberij, rimski cesar († 37)
- 1313 – Ibn al-Hatib, granadski filozof, pesnik, zgodovinar, državnik († 1374)
- 1673 – Aleksandr Danilovič Menšikov, ruski politik († 1729)
- 1717 – Jean le Rond d'Alembert, francoski filozof, fizik, matematik († 1783)
- 1760 – Rodolphe Kreutzer, francoski skladatelj, violinist († 1831)
- 1762 – Đorđe Petrović - Karađorđe, srbski upornik († 1817)
- 1770 – Étienne Pivert de Senancour, francoski pisatelj († 1846)
- 1810 – Karel Hynek Mácha, češki pesnik († 1836)
- 1874 – Aleksander Vasiljevič Kolčak, ruski polarni raziskovalec, poveljnik († 1920)
- 1889 – George Simon Kaufman, ameriški dramatik, gledališki režiser († 1961)
- 1905 – Mile Klopčič, slovenski pesnik († 1984)
- 1908 – Burgess Meredith, ameriški filmski igralec († 1997)
- 1924 – Duša Počkaj, slovenska gledališka in filmska igralka († 1982)
- 1933:
  - Franci Zagoričnik, slovenski pesnik, prevajalec († 1997)
  - Danilo Benedičič, slovenski dramski igralec († 2021)
- 1938 – Robert Nozick, ameriški filozof († 2002)
- 1946 – Jo Jo White, ameriški košarkar

## Smrti
- 1093 – Margareta Škotska, kraljica in svetnica (* 1046)
- 1147 – Bernard Mariborski, mejni grof Podravske krajine iz rodu Spanheimov (* 1080)
- 1200 – Hugo iz Lincolna, angleški škof, svetnik (* 1135)
- 1240 –
  - Ibn Arabi, mavrski učenjak (* 1165)
  - Edmund Rich, canterburyjski nadškof, svetnik (* 1170)
- 1253 – Neža Asiška, italijanska redovnica, svetnica, mlajša sestra Klare Asiške (* 1197)
- 1264 – Lizong, kitajski cesar (* 1205)
- 1272 – Henrik III., angleški kralj (* 1207)
- 1322 – Nasr, emir Granade (* 1287)
- 1323 – Friderik I., mejni grof Meissena, deželni grof Turingije (* 1257)
- 1327 – Walter Reynolds, canterburyjski nadškof
- 1328 – Hisaaki, 8. japonski šogun (* 1276)
- 1364 – Nikolaj Aleksander, vlaški knez (* ni znano)
- 1603 – Pierre Charron, francoski filozof (* 1541)
- 1745 – Johann Lucas von Hildebrandt, avstrijski arhitekt (* 1668)
- 1766 – Dominikus Zimmermann, bavarski arhitekt, štukater (* 1685)
- 1808 – Mustafa IV., sultan Osmanskega cesarstva (*  1779)
- 1831 – Carl von Clausewitz, pruski vojaški teoretik (* 1780)
- 1887 – Fran Levstik, slovenski pesnik, dramatik, kritik, jezikoslovec (* 1831)
- 1917 – Adolf Reinach, nemški filozof (* 1883)
- 1959 – Gregorij Rožman, slovenski škof (* 1883)
- 1960 – William Clark Gable, ameriški filmski igralec (* 1901)
- 1973 – Alan Watts, angleški pisatelj, filozof in popularizator azijskih filozofij (* 1915)
- 1982 – Pavel Sergejevič Aleksandrov, ruski matematik (* 1896)
- 1992 – Tone Pretnar, slovenski literarni zgodovinar (*1945)
- 2006 – Milton Friedman, ameriški ekonomist (* 1912)

## Prazniki in obredi
- Mednarodni dan strpnosti